# Ölands runinskrifter 15
Ölands runinskrifter 15 är en försvunnen vikingatida runsten som fanns på Södra Möckleby kyrkogård, Södra Möckleby socken och Mörbylånga kommun. Runföljden iliuri i ristningens inledning tolkas i verket "Ölands Runinskrifter" som Åbjörn.

## Inskriften
Translitterering av runraden:
[iliuri : raisti : stina : þinsi : iftiʀ : ... faþur : sin ... uikar : bruþur : sin :]
Normalisering till runsvenska:
''iliuri ræisti stæin þennsi æftiʀ ... faður sinn ... Vikar, broður sinn.
Översättning till nusvenska:
iliuri reste denna sten efter ..., sin fader, ... Vikar, sin broder.